# Dalton Trumbo
Dalton Trumbo (Montrose, Colorado, 9 de desembre de 1905 - Los Angeles, 10 de setembre de 1976) va ser un novel·lista i guionista estatunidenc, i un dels coneguts com Hollywood Ten, que van testificar davant el Comitè d'Activitats Antiamericanes el 1947, dins la recerca d'elements comunistes a la indústria del cinema.

## Carrera
Nascut a la localitat de Montrose, a Colorado, Trumbo es va graduar al Grand Junction High School. Va acudir durant dos anys a la Universitat de Colorado (la font central del centre porta el seu nom). Després, va començar a treballar per a la revista Vogue. El 1937 s'inicia en el món del cinema i a la dècada següent es converteix en un dels guionistes millor pagats de Hollywood gràcies a pel·lícules com Thirty Seconds Over Tokyo (1944), Our Vines Have Tender Grapes (1945) o Miratge d'amor (1940), per la qual va ser nominat a l'Oscar al millor guió adaptat.
En el camp de la novel·la, el 1939 va aconseguir el National Book Award per Johnny Got His Gun, d'inspiració pacifista que va sorgir arran de la impressió que li va transmetre la imatge d'un soldat desfigurat a la Primera Guerra Mundial.

## Relacions amb el comunisme
Trumbo va col·laborar amb el Partit Comunista Americà abans dels anys 40, tot i que no s'hi va afiliar fins passats uns quants anys. Després de l'esclat de la II Guerra Mundial, els comunistes estatunidencs afirmaven que els Estats Units no havien d'entrar en el conflicte al costat dels britànics, atès que el Pacte Molotov-Ribbentrop de no-agressió implicava que la Unió Soviètica estava en pau amb Alemanya.
El 1941 Trumbo va escriure la novel·la The Remarkable Andrew, que, en un passatge, el fantamsa d'Andrew Jackson apareix per avisar que els Estats Units no haurien d'entrar a la guerra.
Poc després de la invasió alemanya a la Unió Soviètica (1941), Trumbo i els seus editors van aturar les reimpressions de Johnny Got His Gun fins al final de la guerra, cosa que fou criticada per molta gent, inclosos pacifistes i partidaris de l'aïllament americà, que se'ls adreçaren per carta. En semblar-li que al darrere hi havia traces nazis, va decidir de lliurar les cartes a l'FBI, una decisió de la qual es penedirà posteriorment. L'escriptor entra oficialment al Partit el 1943, i col·labora amb el The Daily Worker.

## La llista negra
El 1947, Trumbo i altres nou directors i guionistes van ser cridats pel Comité d'Activitats Antiamericanes per testificar per la presència de la influència comunista a Hollywood. Trumbo va refusar lliurar informació sobre aquestes influències. Va ser acusat de menyspreu al Congrés i va passar, el 1950, onze mesos en el penitenciari d'Ashland, Kentucky.
Després de la seua inclusió a la llista negra, alguns elements de Hollywood, com Elia Kazan o Clifford Odets, van donar noms de personatges relacionats amb el comunisme dins el món del cinema, que van ser pràcticament expulsats del sector i de les associacions gremials.

## Anys posteriors
Després de complir la sentència, Trumbo i la seua familia es van traslladar a Mèxic amb el matrimoni Hugo Butler i Jean Rouverol, també marcats per la llista negra. Allà, va escriure una trentena de guions sota pseudònim. Amb un d'ells, The Brave One, va guanyar l'Oscar el 1956, sota el nom de Robert Rich.
Amb el suport d'Otto Preminger, va sortir als credits d'Èxode. I poc després, Kirk Douglas feia pública l'aportació de Trumbo a la pel·lícula Espàrtac, que va ser l'inici del final de la llista negra. El mateix Trumbo es va reinscriure al Sindicat de Guionistes dels Estats Units i va aparèixer als crèdits dels seus següents treballs. El 1993, va ser premiat pòstumament pel guió de Vacances a Roma, que s'havia atorgat el 1953 a Ian McLellan Hunter, «substitut» de Trumbo.
El 1971, Dalton Trumbo va dirigir l'adaptació del seu Johnny Got His Gun, interpretada per Timothy Bottoms, Diane Varsi i Jason Robards. Una de les seues darreres pel·lícules, Executive Action, es va basar en diverses teories conspiradores sobre l'assassinat de Kennedy.
Dalton Trumbo va morir al setembre de 1976 a causa d'un atac de cor a Los Angeles.